# Rocket Red Brigade
La Rocket Red Brigade è un gruppo di personaggi dei fumetti DC Comics, creato da Steve Englehart e Joe Staton. È una squadra di supereroi, comparsa per la prima volta in Green Lantern Corps n. 208 (gennaio 1987).

## Storia
I Rocket Red furono originariamente creati per l'Unione Sovietica dalla Lanterna Verde Kilowog, e la Rocket Red Brigade - normali esseri umani rafforzati da un'"evoluzione forzata" e armature da battaglia - difendevano l'URSS con orgoglio.
Le loro abilità includevano super forza, invulnerabilità, volo (grazie a degli stivali razzo a propulsione), l'abilità di proiettare colpi di potente energia e "meca-empatia" - cioè l'abilità di sentire e controllare i computer e le macchine.

### Rocket Red n. 1
Il soldato russo decorato Josef Denisovich era un caro amico della Lanterna Verde Kilowog. Fu anche il primo membro della Rocket Red Brigade. Josef venne spinto dal governo sovietico contro Kilowog, e morì combattendolo.

### Rocket Red n. 7
L'uomo conosciuto come Vladimir Mikoyan si rivelò essere un Manhunter. Vladimir fu il primo Rocket Red ad essere ammesso nella Justice League International. Durante gli eventi di Millennium, fu visto da tutti come un androide Manhunter e fu distrutto da Booster Gold.

### Rocket Red n. 4
Dopo che il Manhunter fu scoperto, Dimitri Pushkin fu ammesso nella Justice League.

### Pozhar
Mentre era in servizio come membro dei Red Shadows, Mikhail Denisovitch Arkadin, l'eroe russo conosciuto anche come Pozhar indossò un'armatura modificata dei Rocket Red.

### Mafia Russa
Dopo che l'Unione Sovietica collassò, gli altri Rocket Red affrontarono dei tempi molto duri. Molte delle armature finirono per essere vedute al mercato nero. Come visto nelle pagine di Chase n. 3 (aprile 1998), alcuni dei meno scrupolosi membri dei Rocket Red cominciarono a lavorare per l'Organizatsiya Mafiya Russa al fine di sfamare le proprie famiglie.

### Vandal Savage
Dopo un po', alcune delle armature finirono in possesso di Vandal Savage. Egli imprigionò tre Titani, Jesse Quick, Arsenal, Tempest, ed in più Supergirl, all'interno delle armature e li usò come missili. Pianificò anche di distruggere la città sud americana di Montevideo, Uruguay sebbene Tempest volle salvarsi. Tutti gli altri Titani si salvarono prima che le loro armature potessero esplodere.

### I Rocket Red volano di nuovo
Membri sopravvissuti dei Rocket Red riottennero le loro armature dall'armata russa, per combattere la prima fuga dalle carceri mondiale durante gli eventi di Villains United. Comparvero anche per proteggere i confini russi in 52, indossando delle armature nuove e più avanzate. Furono visti ancora in Un Anno Dopo, proteggendo la Russia mentre ostacolavano la Lanterna Verde Hal Jordan dal tentativo di catturare un criminale in Green Lantern n. 10. Dopo che la situazione corrente fu risolta, il corrente Rocket Red n. 1 fu promosso a possibile membro della Justice League in futuro, nel caso che la Justice League si espandesse. Ice fu nascosta in un'armatura dei Rocket Red durante la sua rigenerazione.
In Checkmate vol. 2 n. 22, fu rivelato che Checkmate fu reclutato dal corrente Rocket Red n. 1, Capitano Maks Chazov, come il suo Cavaliere della Regina Bianca, con il permesso dei superiori al governo di Chazov.

## Altri media
Un Rocket Red fu visto brevemente in vari episodi di Justice League Unlimited, in particolare negli episodi "The Return" e "Panic in the Sky". Dato che l'armatura sembra essere quella di Dimitri Pushkin, (Rocket Red n. 4), è probabile che l'uomo dietro la maschera sia proprio lui. In "The Return", Rockt Red era uno degli eroi mobilizzati per difendere la Terra contro la minaccia di Amazo. Fu assegnato alla seconda linea di difesa nell'alta atmosfera, insieme a Supergirl, Fire e Red Tornado. Il team fu di conseguenza attaccato da Amazo durante la sua ricerca di Lex Luthor. Dopo una collisione testa a testa con Amazo, Supergirl fu la prima vittima della battaglia e cadde, incosciente, nell'oceano. Rocket Red tentò quindi di fermare Amazo sparando una serie di missili dal petto e dalle spalle. Quando questo si dimostrò poco efficace, Rocket Red aprì il fuoco con una mitragliatrice Gatling e tentò la ritirata. Tuttavia, Amazo lo inseguì e strappò le armi dalla sua armatura. Più tardi, Rocket Red riapparve brevemente per portare lo svenuto Fire fuori dalla battaglia, momenti prima che l'ultimo membro del team, Red Tornado, fosse distrutto da Amazo.
Rocket Red fu anche un pupazzo della Mattel.